# Pematang Cermai
Pematang Cermai is een bestuurslaag in het regentschap Serdang Bedagai van de provincie Noord-Sumatra, Indonesië. Pematang Cermai telt 4360 inwoners (volkstelling 2010).